# Língua hajong
A língua Hajong já foi considerada como um idioma Tibeto-Birmanês, porém, hoje é classificada como uma língua Indo-Ariana com raízes Tibeto Birmanesas. É falada por cerca de 155 mil Hajongs étnicos nos estados indianos de Assam, Meghalaya, Arunachal Pradesh e Bengala Ocidental e também em Mymensingh, em Bangladesh.  Suas escritas são a Assamesa e Latina. Apresenta muitas palavras originadas do Sânscrito. Os Hajongs falavam uma língua originalmente Tibeto-Birmanesa, a qual já tinha muita mistura com a língua assamesa e com a língua bengali.

## Variantes
O Hajong varia entre os clãs em função das regiões onde é falado. São cinco os principais clãs:
- Doskinuh
- Korebari
- Susung'yuh
- Barohajaryuh
- Mespuh'ryuh

## Hajong antigo
A língua falada pelos Hajong pode ser considerada hoje como Indo-Ariana, tendo se deslocado da classificação de Tibeto-Birmanesa. A antiga forma da língua, o Hajong antigo ou Khati Hajong havia sido relacionada às línguas Garo ou Bodo.

## Escrita
A linguagem Hajong é escrita usando a escrita latino e assamesa.  Embora ambas escritas estejam em uso na Índia, os Hajongs em Bangladesh esperam usar a escrita bengali, já que a maior parte da educação está em bengali.  Muitas vezes, para escrever Hajong, a escrita Assamesa é usada. Em cada escrita, há um símbolo exclusivo adicionado para a vogal próxima / posterior / não-arredondada / ɯ /. Na escrita latina, é escrito com "â" ou simplesmente "uh". Em escrita bengali com "অৗ" ou "কৗ" quando é uma sílaba final.

### Ditongos
A fonologia de Hajong tem ditongos que são vogais reconhecidas com j (y) e w. Os ditongos são geralmente combinações de i ou u com outros fonemas vocálicos. Exemplos comuns de ditongos são ya, como em D ya o qual é a forma combinada de i e a; wa, como em kha wa que é a combinação de você e a; yuh, como em muh 'yuh , combinação de i e uh, e wuh , como em tuh wuh i, combinação de u e uh

## Gramática
A linguagem Hajong tem principalmente uma ordem de palavras canônica – Sujeito-Objeto-Verbo. Uma linguagem sujeito-objeto-verbo (SOV) é aquela em que o sujeito, objeto e verbo de uma frase aparecem ou geralmente aparecem nessa ordem. A língua Hajong tem uma forte tendência a usar post posições] ao invés de preposições, colocar os verbos auxiliares após o verbo de ação, colocar substantivos possuidores antes do substantivo possuído e ter subordinadores que aparecem no final das cláusulas subordinadas. Hajong é uma língua aglutinante. Mesmo que seja considerada uma língua indo-ariana oriental, Hajong não conjuga verbos da mesma maneira que Bengali ou Assamês, mas tem um sistema simplificado. As terminações de caso em Hajong também são únicas em comparação com outras línguas indo-arianas e podem representar afinidade com as línguas Tibeto Birmanesas. A tabela a seguir foi retirada dos estudos de Phillips:
| Hajong (in IPA) | Português                  | Caso         |
| --------------- | -------------------------- | ------------ |
| buri-rɯ         | a mulher idosa             | sem marcação |
| buri-rɯge       | para a mulher idosa        | dativo       |
| buri-lɯ         | da mulher idosa            | genitivo     |
| buri ni         | lá com a mulher idosa      | locativo     |
| buri bʰaʲ       | na direção da mulher idosa | alativo      |
| buri t̪ʰiki      | a partir da mulher idosa   | ablativo     |
| buri diɯ        | por meio da mulher idosa   | instrumental |

### Exemplos
| Frases Hajong      | Escrita Latina           | Significado                |
| ------------------ | ------------------------ | -------------------------- |
| কুমায় জায়?            | kumai jai?               | Onde você está indo?       |
| কিংকৗ আছে?             | kingkuh ase?             | Como vai você?             |
| তই আহিলে? ভিতুৰ ভায় আয়। | Toi ahile? Bhiturbai ai. | Você veio? Entre.          |
| তুলা আহাৰা ভালা হুছে।      | Tula ahara bhala huse.   | Foi bom que você veio.     |
| ভাত খাছে?             | Bhat khase?              | Você já comeu?             |
| চা খাবো?              | Cha khabo?               | Quer tomar um chá?         |
| তই কুন গাওলা?         | Toi kun gaola?           | De qual aldeia você é?     |
| মই তাঙাবাৰিশৗ।          | Moi Tang'abariluh.       | Sou de Tangabari.          |
| ইলা তই কুমায় থাকে?      | Ila toi kumai thake?     | Onde você vive hoje?       |
| তুলা ঘৰৰা কুমায়?        | Tula ghorra kumai?       | Onde fica sua casa?        |
| মুলা ঘৰৰা হাৱাখানানি।      | Mula ghorra Hawakhanani. | Minha casa é em Hawakhana. |
| ইদৗ অগে বুজিয়ৗ দি।       | Iduh oge bujyuh di.      | Explique isso pra ele.     |
| ইদৗনি লিখিক।           | Iduhni likhik.           | Escreva aqui.              |
| ময় জাং।              | Moi jang.                | Estou indo.                |
| আবাৰ লাক পাবো।         | Abar lak paboh.          | Vamos nos ver de novo.     |

## Fonologia
Hajong apresenta 23 fonemas consoantes, 8 vogais, 2 consoantes aproximantes que se comportam como ditongos - /w/ e /j/. Os fonemas vogais são /a/, /i/, /u/, /e/, /æ/, /o/, /ǒ/, /ɯ/ (fechada, posterior, não arredondada). De forma diversa de outras línguas Indo-Arianas, o Hajong têm somente formas únicas para 'i' e 'u'. A vogal adicional /ɯ/ não existe em outras línguas Indo-Arianas, mas é típica entre as Tibeto-Birmanesas. A fonologia Hajong apresenta alguma harmonia vocálica e a redução de consoantes finais. >Para separar as sílabas se usa o apóstrofo (') ou o hífen (-) 

### Consoantes
| Consoantes | Exemplo | Significado |
| ---------- | ------- | ----------- |
| Velar      |         |             |
| k          | kan     | ouvido      |
| kh         | khawa   | comigo      |
| g          | gang    | rio         |
| gh         | ghor    | casa        |
| ng         | gang    | rio         |
| Dental     |         |             |
| t          | tula    | teu/tua     |
| th         | tho     | manter      |
| d          | dang'o  | grande      |
| dh         | dhor    | segurar     |
| n          | nak     | nariz       |
| l          | tel     | óleo        |
| s          | sor     | mover       |
| r          | rang'a  | vermelho    |
| Palatal    |         |             |
| ch         | cha     | chá         |
| j          | jor     | febre       |
| jh         | jhala   | tempero     |
| sh         | shongko | búzio       |
| Bilabial   |         |             |
| p          | pukhi   | ave         |
| ph         | phol    | fruto       |
| b          | bak     | tigre       |
| bh         | bhoh'i  | campo       |
| m          | mao     | mãer        |
| Glotal     |         |             |
| h          | hilduh  | amarelo     |

### Vogais
| Vogal | escrito como | Pronúncia cf. Inglês |
| ----- | ------------ | -------------------- |
| a     | a            | a of car             |
| i     | i            | i de kill            |
| u     | u            | u de put             |
| e     | e            | a de thank           |
| æ     | ae           | ay de say            |
| o     | oh           | o de old             |
| ǒ     | o            | a de all             |
| ɯ     | uh           | i de girl            |

## Amostra de texto
বিধৗনদৗগে গনজেয়া গনজেয়া লাগাই, কদলেয়া কদলেয়া, অৗমৗগলৗ ৰৱা লাগাছে আৰ ঐ ভলা ধান হুবৗন তামতে.
Transliteração
Bidhândâge gonjeya gonjeya lagai, kodleya kodleya, âmâglâ rowa lagase aro ôy bhola dhano hubân tamte.
Português
Depois de organizar em pequenos pedaços, nós plantamos as mudas e então o arroz cresceu em abundância.